# Tenisz a 2009. évi nyári európai ifjúsági olimpiai fesztiválon
A 2009. évi nyári európai ifjúsági olimpiai fesztiválon a tenisz mérkőzéseket Tamperében rendezték.

## Összesített éremtáblázat
| A 2009. évi nyári európai ifjúsági olimpiai fesztivál összesített éremtáblázata teniszben | A 2009. évi nyári európai ifjúsági olimpiai fesztivál összesített éremtáblázata teniszben | A 2009. évi nyári európai ifjúsági olimpiai fesztivál összesített éremtáblázata teniszben | A 2009. évi nyári európai ifjúsági olimpiai fesztivál összesített éremtáblázata teniszben | A 2009. évi nyári európai ifjúsági olimpiai fesztivál összesített éremtáblázata teniszben | Olimpia  |
| ----------------------------------------------------------------------------------------- | ----------------------------------------------------------------------------------------- | ----------------------------------------------------------------------------------------- | ----------------------------------------------------------------------------------------- | ----------------------------------------------------------------------------------------- | -------- |
|                                                                                           | Ország                                                                                    | Arany                                                                                     | Ezüst                                                                                     | Bronz                                                                                     | Összesen |
| 1.                                                                                        | Belgium                                                                                   | 2                                                                                         | 1                                                                                         | 0                                                                                         | 3        |
| 2.                                                                                        | Csehország                                                                                | 1                                                                                         | 1                                                                                         | 0                                                                                         | 2        |
| 3.                                                                                        | Olaszország                                                                               | 1                                                                                         | 0                                                                                         | 1                                                                                         | 2        |
| 4.                                                                                        | Fehéroroszország                                                                          | 0                                                                                         | 1                                                                                         | 1                                                                                         | 2        |
| 5.                                                                                        | Svédország                                                                                | 0                                                                                         | 1                                                                                         | 0                                                                                         | 1        |
| 6.                                                                                        | Dánia                                                                                     | 0                                                                                         | 0                                                                                         | 1                                                                                         | 1        |
|                                                                                           | Svájc                                                                                     | 0                                                                                         | 0                                                                                         | 1                                                                                         | 1        |
|                                                                                           |                                                                                           |                                                                                           |                                                                                           |                                                                                           |          |
| Összesen                                                                                  | Összesen                                                                                  | 4                                                                                         | 4                                                                                         | 4                                                                                         | 12       |

## Érmesek

### Férfi
| A 2009. évi nyári európai ifjúsági olimpiai fesztivál érmesei férfi teniszben |                                                 |                                             |                                                    |
| Versenyszám                                                                   | Arany                                           | Ezüst                                       | Bronz                                              |
| Egyes                                                                         | Csehország Adam Pavlasek                        | Belgium Julien Cagnina                      | Olaszország Christian Perinti                      |
| Páros                                                                         | Olaszország · Michele Palma · Christian Perinti | Csehország · Marek Jaloviec · Adam Pavlasek | Dánia · Hans Lindenbe Stentoft · Mikael Torpegaard |

### Női
| A 2009. évi nyári európai ifjúsági olimpiai fesztivál érmesei férfi teniszben |                                            |                                                      |                                    |
| Versenyszám                                                                   | Arany                                      | Ezüst                                                | Bronz                              |
| Egyes                                                                         | Belgium An-Sophie Mestach                  | Svédország Malin Ulvefeldt                           | Fehéroroszország Ilona Krameny     |
| Páros                                                                         | Belgium · Elke Lemmens · An-Sophie Mestach | Fehéroroszország · Darya Chernetsova · Ilona Krameny | Svájc · Megane Bianco · Gaelle Rey |